# どうぶつの森 amiiboフェスティバル
『どうぶつの森 amiiboフェスティバル』（どうぶつのもり アミーボフェスティバル、英: Animal Crossing: amiibo Festival）は任天堂より日本で2015年11月21日に発売されたWii U専用すごろくパーティゲームで、どうぶつの森シリーズのスピンオフ作品。アメリカでは同年11月13日、ヨーロッパでは同年11月20日に発売された。

## 概要
どうぶつの森シリーズのスピンオフ第2弾。「今までのどうぶつの森とは違った形でどうぶつ達とのふれあいが楽しめる」とされており、amiiboをすごろくのコマに使用し、すごろくのマップとなった村で1ヶ月を体験する「どうぶつの森すごろく」のほか、どうぶつの森 amiiboカードを用いて遊ぶミニゲーム8種類を収録している。

## ゲームモード
ゲームで遊ぶと「ハッピーポイント」が貯まり、自動的に「ハッピーチケット」に換算される。村づくりやミニゲームの開放はハッピーチケットを用いる。

### 広場
amiiboで読み込んだどうぶつ達が集まっている広場で、どうぶつの森すごろくやミニゲームにアクセスできるほか、むらびとの名前が変更できる『ハッピーハニワ像』がある。

### どうぶつの森すごろく
1～4人で遊べるどうぶつの森のすごろく。どうぶつの森シリーズのamiiboを読み込ませることで、ゲーム内にコマとしてどうぶつが登場する。
主なルール・流れ
- プレイヤーはamiiboを読み込ませ、使用キャラを決める。
- ステージとなる月を1月～12月から選ぶ。
- プレイヤーが順にサイコロを振る。サイコロを振るにはamiiboをタッチする。
- コマに止まることで様々なエピソードが発生。「ハッピー」と通貨である「ベル」が増減する。赤いマスはラッキー、青いマスはアンラッキーな事が起きる。
- 1ターン1日で1ヶ月が終了した時点で決着。
- 結果発表の際、ベルはハッピーに換算され、最終的にハッピーを一番多く持っていたプレイヤーが勝利。

カード
すごろくプレイ中にイベントなどで入手できるカード。2枚まで所持可能。自分の順番の際にベルを消費して使用することができる。
ハニワ
村の四角にいるハニワ。通過するとスタンプを押してもらえて、4ヶ所全て通過しスタンプを集めるとハッピーが増える。
イベント
ときおり村に「ハッケミィ」「ししょー」「つねきち」「カブリバ」などどうぶつの森シリーズのキャラクターが登場し、一部のマスが緑色の「イベントマス」に変化。止まると様々なイベントが発生する。特定の日付には「つり大会」「カーニバル」「ムシとり大会」「花火大会」など、特別なイベントが起こる。
村づくり
ハッピーチケットを消費して舞台となるすごろくの村に施設を建設することができる。施設を建設すると施設のエピソードの発生やルートに変化がある。amiiboカードを読みこませれば、amiiboカードのどうぶつの家が建設できる。『どうぶつの森 ハッピーホームデザイナー』で作った家が書き込まれていれば作った家も登場する。
衣装・アクション
amiiboにハッピーを貯めると、amiiboの衣装の変更やアクションが追加される。

### ミニゲーム
バルーン・アイランド
プレイ人数1～4人。風船を多く割り島へ着地してスコアを競うゲーム。amiiboカードをWii U GamePadにタッチするとどうぶつが登場し、タイミングよくカードを離すとどうぶつが落下し風船を割る。
無人島脱出ゲーム
プレイ人数1人。amiiboカードを3枚読み込ませ、カードのどうぶつを移動させいかだの材料を集め無人島の脱出を目指す。無人島では移動するたびに様々なイベントが発生し、食料や道具を作る材料を手に入れるほか、ハチやムカデなどに襲われることもある。カードのどうぶつは種族ごとに異なる能力を持つため、それらを活用して冒険していく必要がある。食料がなくなったり、制限日数内に脱出ができないとゲーム終了となる。初級・中級・上級の難易度があり難易度によって制限日数が異なる。
クイズamiiboチャンス！
プレイ人数1～4人。どうぶつの森シリーズにまつわるクイズに回答するゲーム。プレイ中1度だけamiiboのキャラクターからヒントが貰える。
ドンどんぐり・ドンドン
プレイ人数1人。3枚のamiiboカードをタッチすることでどうぶつを操作し、どんぐりを拾い集めゴールを目指す。追いかけてくるラジコンカーに触れるとゲーム終了となる。
ハッピーキャンプ場
プレイ人数1人。6枚のamiiboカードを読み込ませ、4つのテントにどのどうぶつが隠れているかを推理しカードをタッチするゲーム。回答は10回まで可能。
フルーツ・ストリート
プレイ人数2～4人。amiiboカードを読み込ませるとカードのどうぶつがカードに書かれたサイコロの目の分だけ進み、プレイヤーごとにフルーツを拾った数を競うゲーム。道中落とし穴に落ちるとフルーツの数が半分になってしまう。
リセットさん監視センター
プレイ人数1人。amiiboカードをタッチしてリセットさんを叩くいわゆるモグラ叩き。出てくるリセットさんにはじゃんけんのマークがついており、叩くどうぶつのカードのじゃんけんマークで勝っている場合のみ叩くことができる。
amiiboカードバトル
プレイ人数2～4人。最初に選んだ6枚のamiiboカードに書かれた「サイコロの目」「じゃんけん」「星座」によって勝負をするカードゲーム。基本的にはサイコロの目の大きさで勝敗を決めるが、同じ数字の場合はじゃんけんの強弱で判定される。テーブルの星座と同じ星座のカードが出た場合はサイコロの目の強さが逆転する。

## 評価
- 週間ファミ通クロスレビューにおいて合計32点[18]。
- Metacriticにおいてメタスコア46、ユーザスコア4.2（2016年2月現在）[19]。